# Vendrest
Vendrest est une commune française située dans le département de Seine-et-Marne en région Île-de-France.

## Géographie

### Localisation
Construit sur les pentes nord-ouest d'une colline, Vendrest est située à 6,5 km au nord-est de Lizy-sur-Ourcq et à 7 km au sud de Crouy-sur-Ourcq.

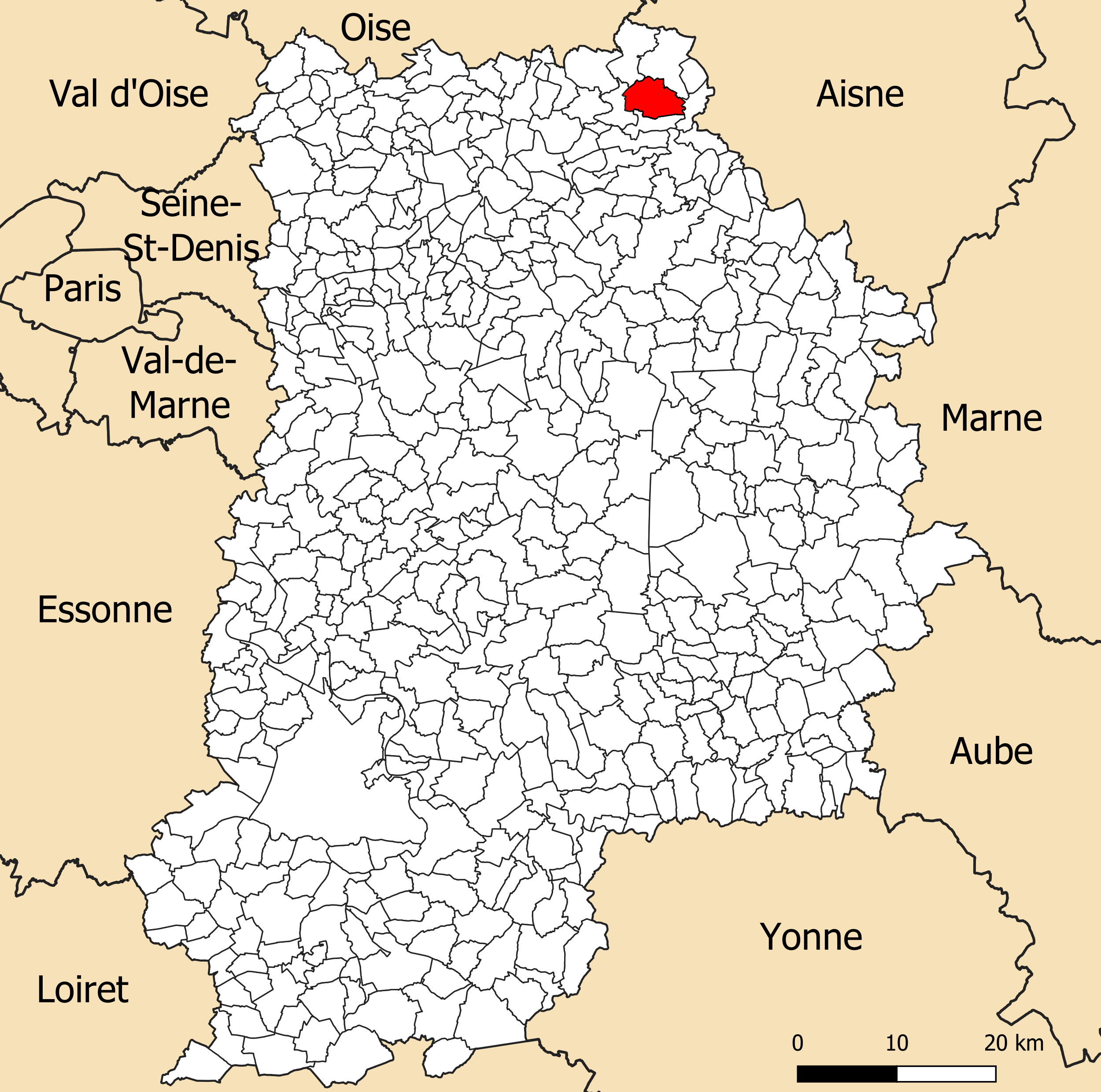
Localisation de la commune de Vendrest dans le département de Seine-et-Marne.

### Communes limitrophes

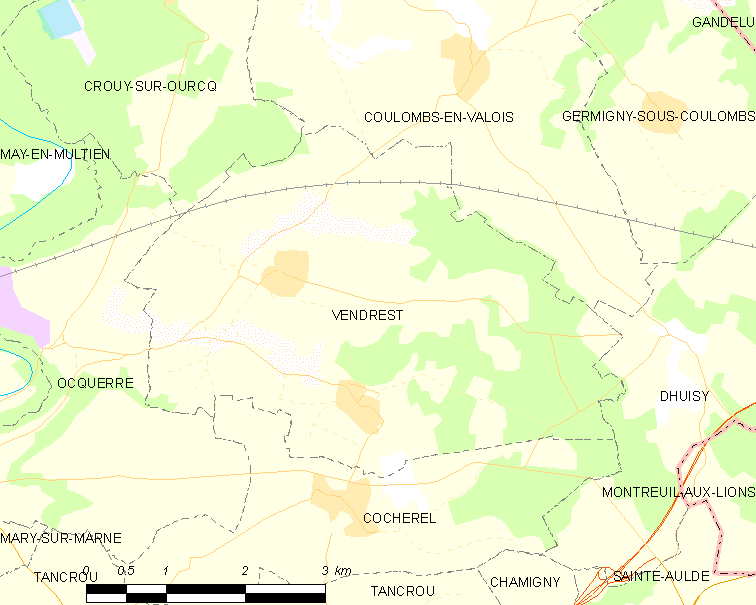
Carte des communes limitrophes de Vendrest.

|          | Crouy-sur-Ourcq | Coulombs-en-Valois |
| Ocquerre | Vendrest        | Dhuisy             |
|          | Cocherel        |                    |

### Géologie et relief
La commune est classée en zone de sismicité 1, correspondant à une sismicité très faible.
L'altitude varie de 66 mètres à 206 mètres pour le point le plus haut , le centre du bourg se situant à environ 124 mètres d'altitude (mairie)
.

### Hydrographie

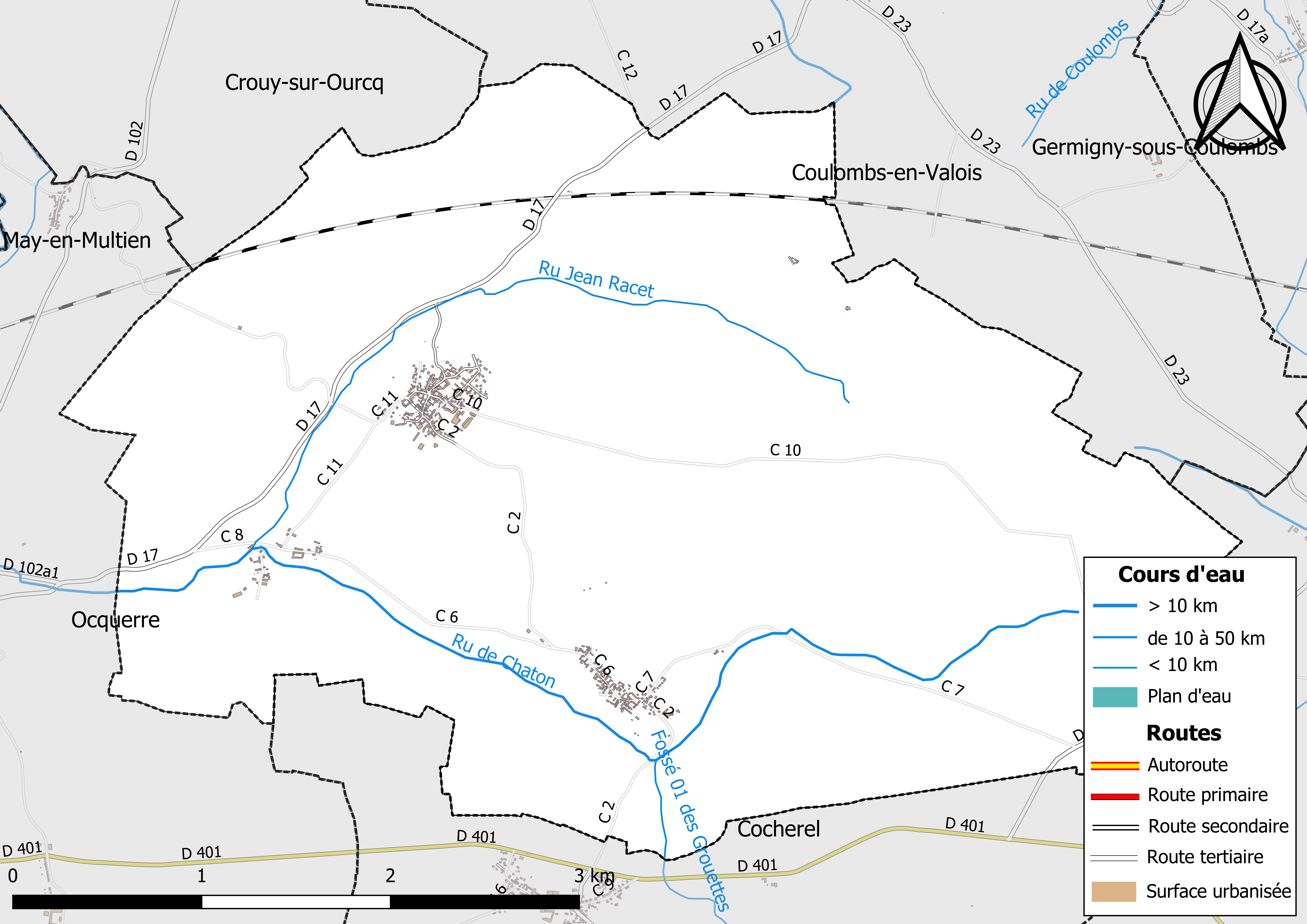
Carte des réseaux hydrographique et routier de Vendrest.

Le réseau hydrographique de la commune se compose de trois cours d'eau référencés :
- le ru de Chaton, long de 7,66 km[3], affluent de l'Ourcq ;  
  - le ru Jean Racet, long de 4,23 km[4], et ;
  - le fossé 01 des Grouettes, 1,17 km[5], qui conflue avec le ru de Chaton.

La longueur totale des cours d'eau sur la commune est de 10,92 km.

### Climat
Pour des articles plus généraux, voir Climat de l'Île-de-France et Climat de Seine-et-Marne.
En 2010, le climat de la commune est de type climat océanique dégradé des plaines du Centre et du Nord, selon une étude du CNRS s'appuyant sur une série de données couvrant la période 1971-2000. En 2020, Météo-France publie une typologie des climats de la France métropolitaine dans laquelle la commune est exposée à un climat océanique altéré et est dans la région climatique Nord-est du bassin Parisien, caractérisée par un ensoleillement médiocre, une pluviométrie moyenne régulièrement répartie au cours de l’année et un hiver froid (3 °C).
Pour la période 1971-2000, la température annuelle moyenne est de 10,7 °C, avec une amplitude thermique annuelle de 15 °C. Le cumul annuel moyen de précipitations est de 752 mm, avec 11,7 jours de précipitations en janvier et 8,4 jours en juillet. Pour la période 1991-2020, la température moyenne annuelle observée sur la station météorologique la plus proche, située sur la commune d'Ussy-sur-Marne à 10 km à vol d'oiseau, est de 11,3 °C et le cumul annuel moyen de précipitations est de 726,5 mm,. Pour l'avenir, les paramètres climatiques de la commune estimés pour 2050 selon différents scénarios d'émission de gaz à effet de serre sont consultables sur un site dédié publié par Météo-France en novembre 2022.

### Milieux naturels et biodiversité

#### Réseau Natura 2000

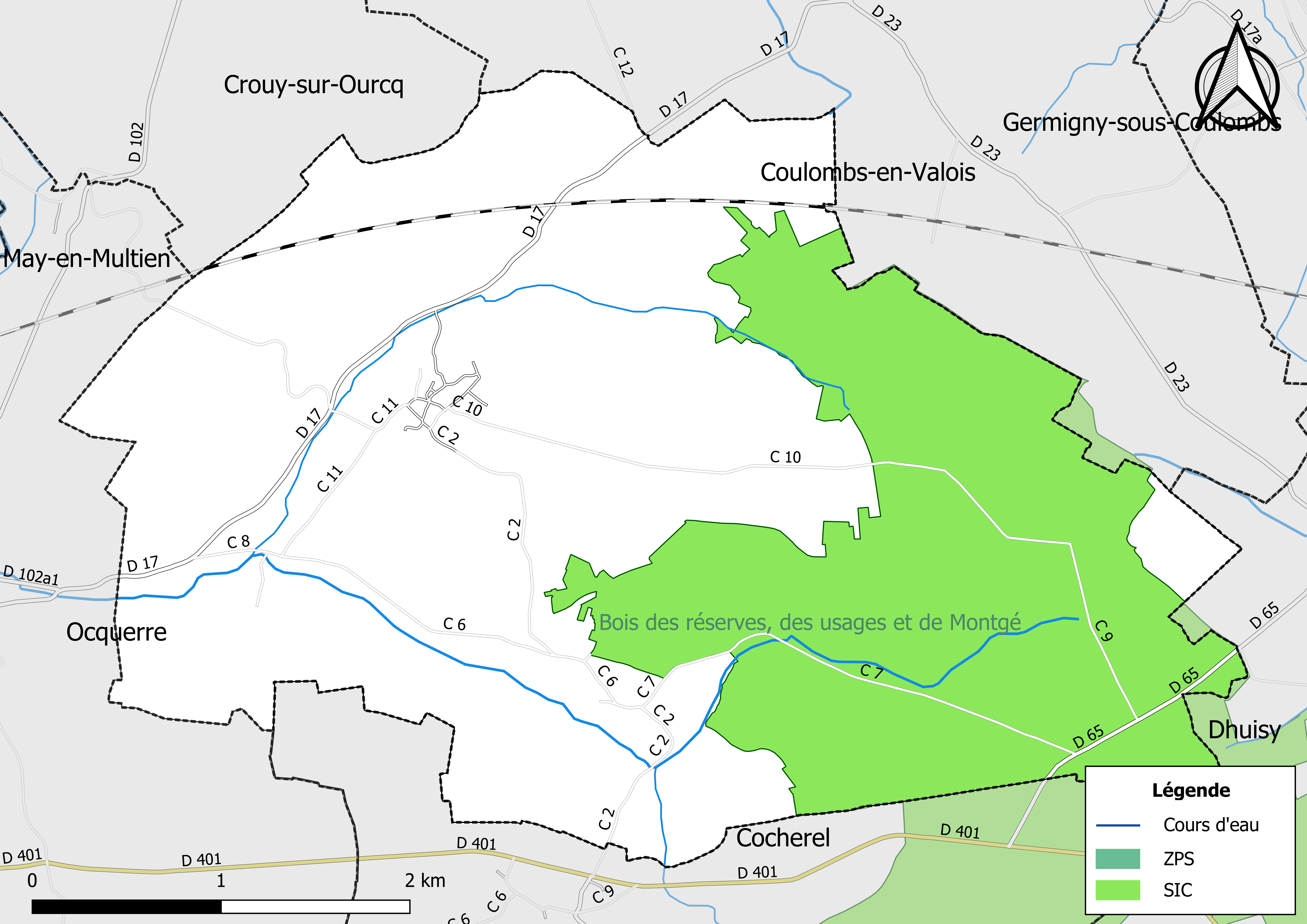
Sites Natura 2000 sur le territoire communal.

Le réseau Natura 2000 est un réseau écologique européen de sites naturels d’intérêt écologique élaboré à partir des Directives « Habitats » et « Oiseaux ». Ce réseau est constitué de Zones spéciales de conservation (ZSC) et de Zones de protection spéciale (ZPS). Dans les zones de ce réseau, les États Membres s'engagent à maintenir dans un état de conservation favorable les types d'habitats et d'espèces concernés, par le biais de mesures réglementaires, administratives ou contractuelles.
Un site Natura 2000 a été défini sur la commune au titre de la « directive Habitats », : 
- le « Bois des réserves, des usages et de Montgé », d'une superficie de 863 ha constitue un ensemble de milieux diversifiés comprenant en majorité des boisements. Une des plus importantes populations connues en Île-de-France de Sonneur à ventre jaune (Bombina variegata) est présente sur le site[15],[16].

#### Zones naturelles d'intérêt écologique, faunistique et floristique
L’inventaire des zones naturelles d'intérêt écologique, faunistique et floristique (ZNIEFF) a pour objectif de réaliser une couverture des zones les plus intéressantes sur le plan écologique, essentiellement dans la perspective d’améliorer la connaissance du patrimoine naturel national et de fournir aux différents décideurs un outil d’aide à la prise en compte de l’environnement dans l’aménagement du territoire.
Le territoire communal de Vendrest comprend trois ZNIEFF de type 1,, : 
- les « Bois de Beauregard, la Fosse à Loups et Les Crinquets » (183,84 ha)[18] ;
- le « Bois de Montge à Cocherel » (122,66 ha), couvrant 3 communes du département[19],
- les « Brûlis » (67,92 ha)[20] ;

et une ZNIEFF de type 2,, 
les « Bois des Réserves, bois des Usages, bois de Montge et boisements associés » (864,77 ha), couvrant 4 communes du département.

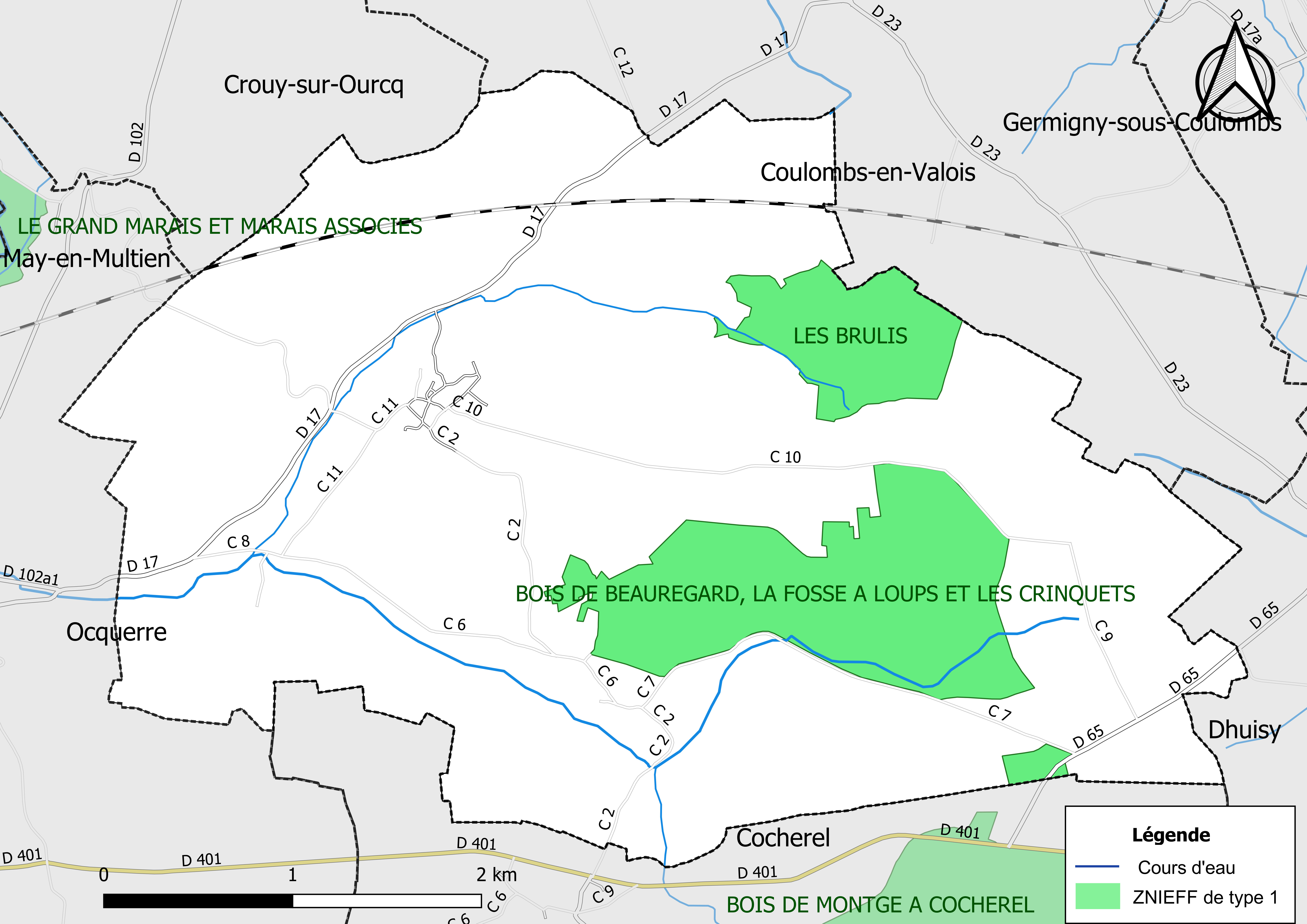
Carte des ZNIEFF de type 1 de la commune.
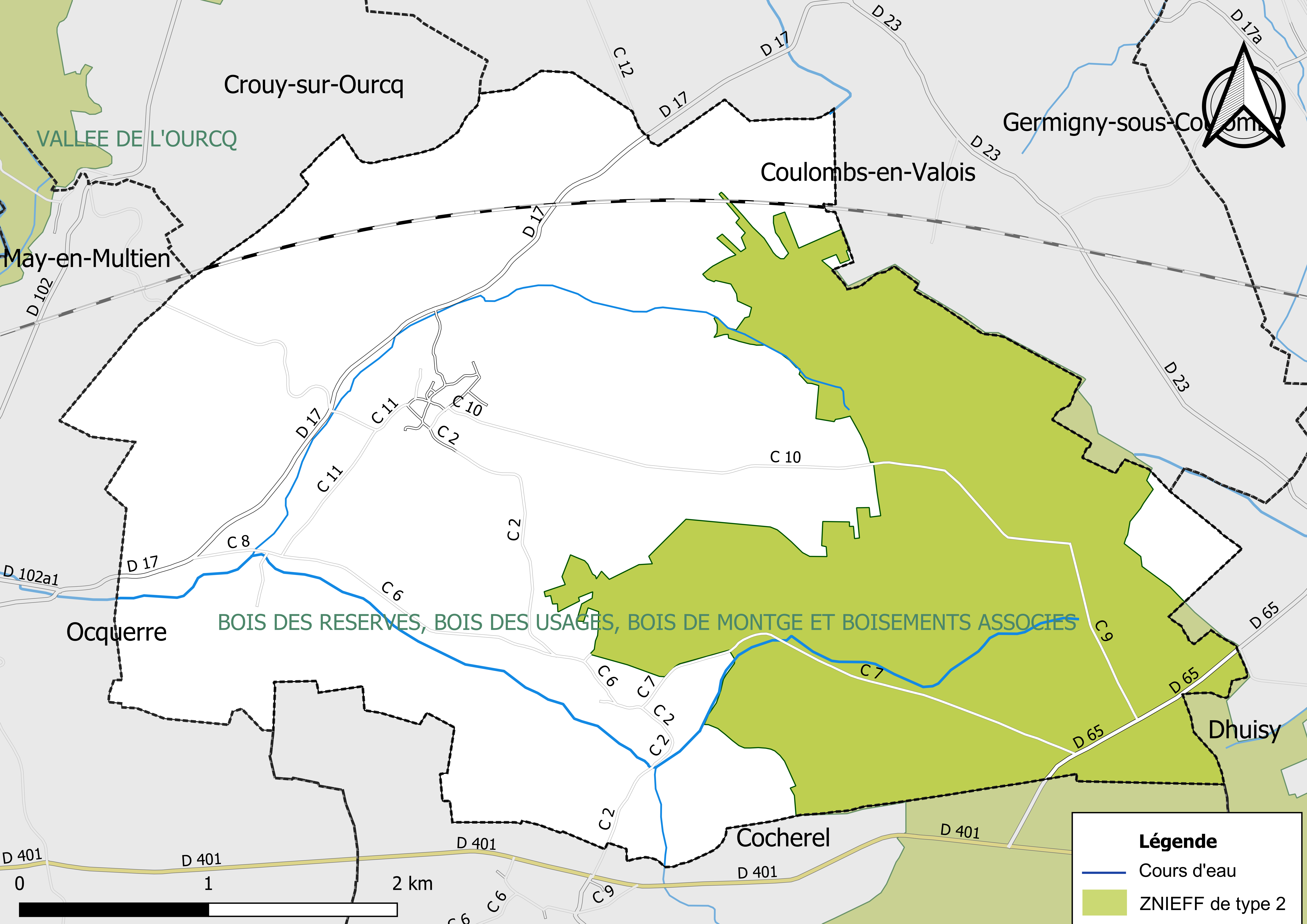
Carte des ZNIEFF de type 2 de la commune.

## Urbanisme

### Typologie
Au 1er janvier 2024, Vendrest est catégorisée commune rurale à habitat dispersé, selon la nouvelle grille communale de densité à sept niveaux définie par l'Insee en 2022.
Elle est située hors unité urbaine. Par ailleurs la commune fait partie de l'aire d'attraction de Paris, dont elle est une commune de la couronne,. Cette aire regroupe 1 929 communes,.

### Lieux-dits et écarts
La commune compte 126 lieux-dits administratifs répertoriés consultables ici (source : le fichier Fantoir) dont Chaton, Rademont, les Brûlis.

### Occupation des sols
L'occupation des sols de la commune, telle qu'elle ressort de la base de données européenne d’occupation biophysique des sols Corine Land Cover (CLC), est marquée par l'importance des territoires agricoles (69,4 % en 2018), une proportion identique à celle de 1990 (69,4 %). La répartition détaillée en 2018 est la suivante : 
terres arables (62% ), forêts (27,6% ), zones agricoles hétérogènes (6,9% ), zones urbanisées (3% ), prairies (0,5 %).
Parallèlement, L'Institut Paris Région, agence d'urbanisme de la région Île-de-France, a mis en place un inventaire numérique de l'occupation du sol de l'Île-de-France, dénommé le MOS (Mode d'occupation du sol), actualisé régulièrement depuis sa première édition en 1982. Réalisé à partir de photos aériennes, le Mos distingue les espaces naturels, agricoles et forestiers mais aussi les espaces urbains (habitat, infrastructures, équipements, activités économiques, etc.) selon une classification pouvant aller jusqu'à 81 postes, différente de celle de Corine Land Cover,,. L'Institut met également à disposition des outils permettant de visualiser par photo aérienne l'évolution de l'occupation des sols de la commune entre 1949 et 2018.

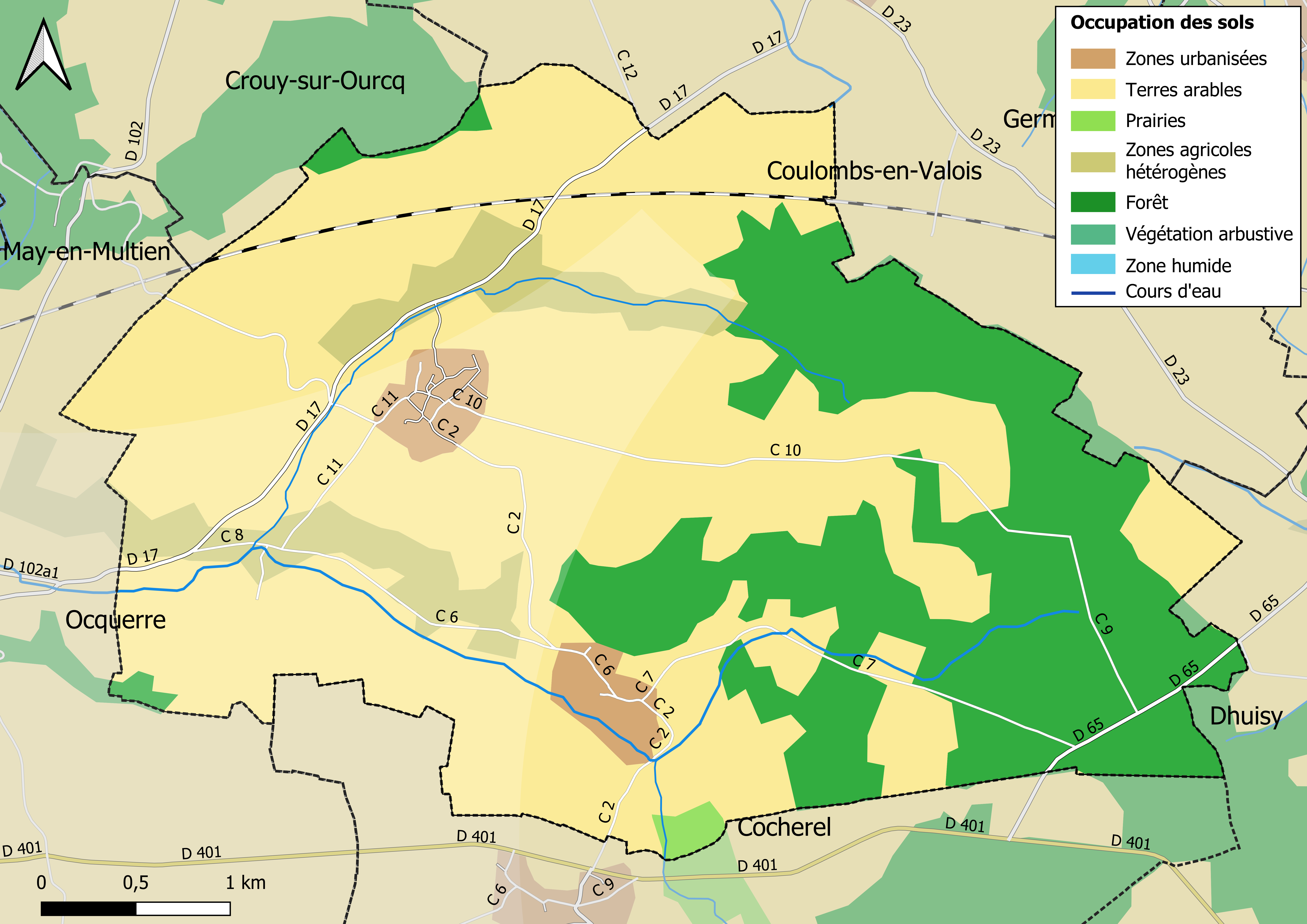
Carte des infrastructures et de l'occupation des sols en 2018 (CLC) de la commune.
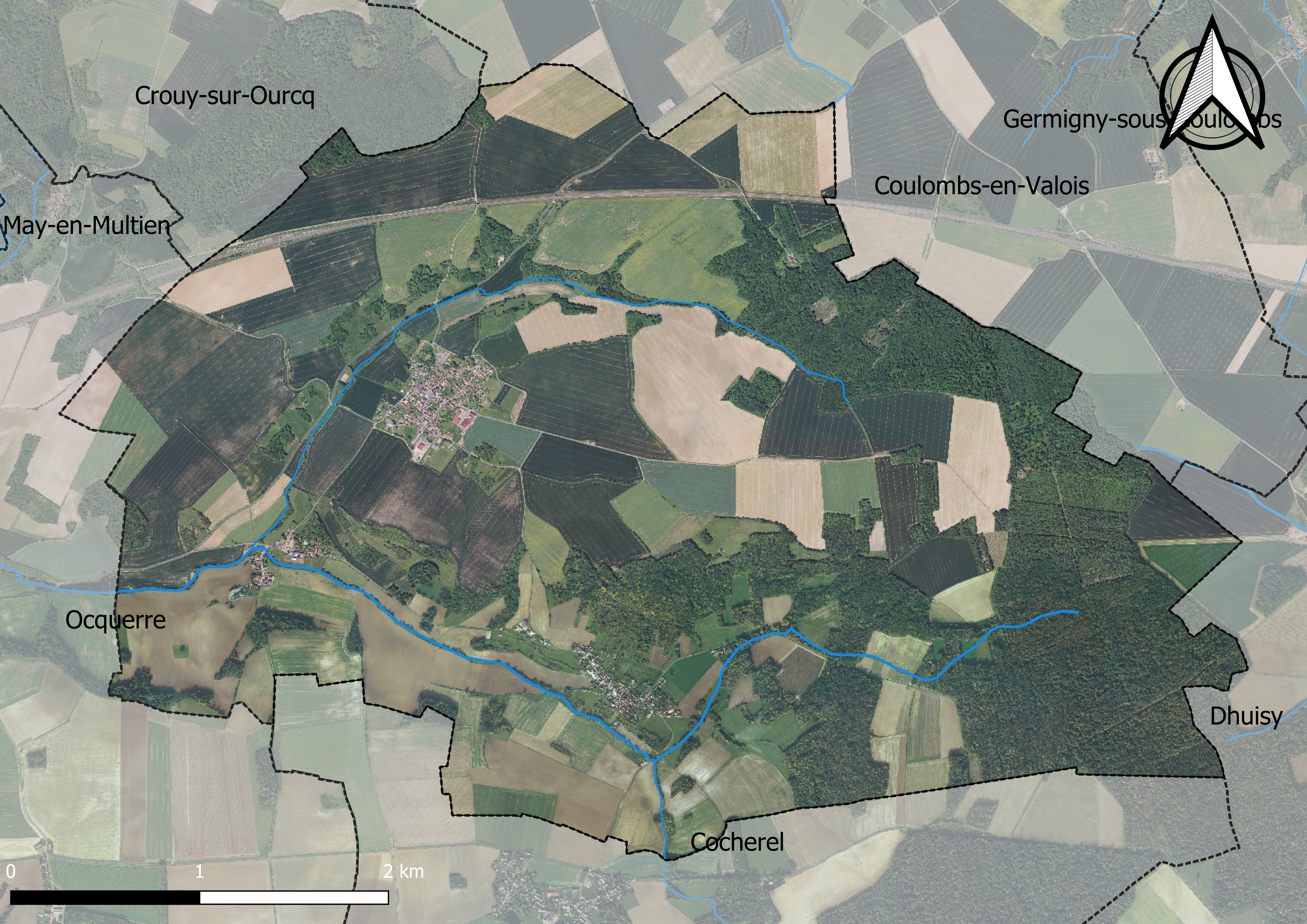
Carte orhophotogrammétrique de la commune.

### Planification
La loi SRU du 13 décembre 2000 a incité les communes à se regrouper au sein d’un établissement public, pour déterminer les partis d’aménagement de l’espace au sein d’un SCoT, un document d’orientation stratégique des politiques publiques à une grande échelle et à un horizon de 20 ans et s'imposant aux documents d'urbanisme locaux, les PLU (Plan local d'urbanisme). La commune est dans le territoire du SCOT Marne Ourcq, approuvé le 6 avril 2017 et porté par le syndicat mixte Marne-Ourcq regroupant 41 communes du Pays de l'Ourcq et du Pays Fertois.
La commune, en 2019, avait engagé l'élaboration d'un plan local d'urbanisme.

### Logement
En 2016, le nombre total de logements dans la commune était de 320 dont 95,5 % de maisons et 4,5 % d'appartements.
Parmi ces logements, 86,2 % étaient des résidences principales, 8,8 % des résidences secondaires et 5 % des logements vacants.
La part des ménages fiscaux propriétaires de leur résidence principale s'élevait à 78,9 % contre 18,6 % de locataires dont, 3,3 % de logements HLM loués vides (logements sociaux) et, 2,5 % logés gratuitement.

### Voies de communication et transports

#### Transports
La commune est desservie par la ligne d’autocars No 41 (Vendrest - Lizy-sur-Ourcq) du réseau de bus Meaux et Ourcq.

## Toponymie
Le nom de la localité est mentionné sous les formes Vendereiae en 1134 ; Venderet en 1154 ; In ecclesia Venderio en 1160 ; Ecclesia de Venderia et Venderez en 1184 (Cartulaire de La Charité) ; Venderes en 1276 ; Venderes au XIIIe siècle ; Venderel les Bernages en 1325 ; Venderestz en 1648 ; Vandrest en 1787.
Le nom de Vendrest viendrait, comme Vendôme (Loir-et-Cher), du gaulois vindos, « blanc ». En effet, on trouve sur le territoire de la commune des toponymes évoquant cette couleur : la Plâtrière, les Fontaines-Blanches.

## Politique et administration

### Liste des maires
| Période                                  | Période  | Identité        | Étiquette | Qualité                                                                                                |
| ---------------------------------------- | -------- | --------------- | --------- | --- |
| Les données manquantes sont à compléter. |          |                 |           | |
| avant 1995                               | ?        | Pierre Meutey   | UDF       | Journaliste Conseiller général du canton de Lizy-sur-Ourcq (1984-1998) Conseiller régional (1988-1992) |
| mars 2001                                | 2008     | Jacques Dussieu | UMP       | |
| avril 2008                               | En cours | Francis Chesné  | SE        | Retraité La Poste                                                                                      |

## Équipements et services

### Eau et assainissement
L’organisation de la distribution de l’eau potable, de la collecte et du traitement des eaux usées et pluviales relève des communes. La loi NOTRe de 2015 a accru le rôle des EPCI à fiscalité propre en leur transférant cette compétence. Ce transfert devait en principe être effectif au 1er janvier 2020, mais la loi Ferrand-Fesneau du 3 août 2018 a introduit la possibilité d’un report de ce transfert au 1er janvier 2026,.

#### Assainissement des eaux usées
En 2020, la gestion du service d'assainissement collectif de la commune de Vendrest est assurée par la communauté de communes du Pays de l'Ourcq (CCPO) pour la collecte, le transport et la dépollution. Ce service est géré en délégation par une entreprise privée, dont le contrat arrive à échéance le 29 février 2024,,.
L’assainissement non collectif (ANC) désigne les installations individuelles de traitement des eaux domestiques qui ne sont pas desservies par un réseau public de collecte des eaux usées et qui doivent en conséquence traiter elles-mêmes leurs eaux usées avant de les rejeter dans le milieu naturel. La communauté de communes du Pays de l'Ourcq (CCPO) assure pour le compte de la commune le service public d'assainissement non collectif (SPANC), qui a pour mission de vérifier la bonne exécution des travaux de réalisation et de réhabilitation, ainsi que le bon fonctionnement et l’entretien des installations,.

#### Eau potable
En 2020, l'alimentation en eau potable est assurée par la communauté de communes du Pays de l'Ourcq (CCPO) qui en a délégué la gestion à une entreprise privée, dont le contrat expire le 31 décembre 2023,.
Les nappes de Beauce et du Champigny sont classées en zone de répartition des eaux (ZRE), signifiant un déséquilibre entre les besoins en eau et la ressource disponible. Le changement climatique est susceptible d’aggraver ce déséquilibre. Ainsi afin de renforcer la garantie d’une distribution d’une eau de qualité en permanence sur le territoire du département, le troisième Plan départemental de l’eau signé, le 3 octobre 2017, contient un plan d’actions afin d’assurer avec priorisation la sécurisation de l’alimentation en eau potable des Seine-et-Marnais. A cette fin a été préparé et publié en décembre 2020 un schéma départemental d’alimentation en eau potable de secours dans lequel huit secteurs prioritaires sont définis. La commune fait partie du secteur CCPO.

## Population et société

### Démographie
L'évolution du nombre d'habitants est connue à travers les recensements de la population effectués dans la commune depuis 1793. Pour les communes de moins de 10 000 habitants, une enquête de recensement portant sur toute la population est réalisée tous les cinq ans, les populations de référence des années intermédiaires étant quant à elles estimées par interpolation ou extrapolation. Pour la commune, le premier recensement exhaustif entrant dans le cadre du nouveau dispositif a été réalisé en 2004.

En 2022, la commune comptait 673 habitants, en évolution de −9,91 % par rapport à 2016 (Seine-et-Marne : +3,92 %, France hors Mayotte : +2,11 %).
| 1793 | 1800 | 1806 | 1821 | 1831 | 1836 | 1841 | 1846 | 1851 |
| ---- | ---- | ---- | ---- | ---- | ---- | ---- | ---- | ---- |
| 866  | 918  | 998  | 846  | 929  | 867  | 937  | 917  | 916  |

| 1856 | 1861 | 1866 | 1872 | 1876 | 1881 | 1886 | 1891 | 1896 |
| ---- | ---- | ---- | ---- | ---- | ---- | ---- | ---- | ---- |
| 827  | 822  | 743  | 677  | 707  | 630  | 623  | 629  | 629  |

| 1901 | 1906 | 1911 | 1921 | 1926 | 1931 | 1936 | 1946 | 1954 |
| ---- | ---- | ---- | ---- | ---- | ---- | ---- | ---- | ---- |
| 625  | 575  | 518  | 484  | 523  | 552  | 512  | 449  | 428  |

| 1962 | 1968 | 1975 | 1982 | 1990 | 1999 | 2004 | 2006 | 2009 |
| ---- | ---- | ---- | ---- | ---- | ---- | ---- | ---- | ---- |
| 433  | 413  | 425  | 390  | 470  | 609  | 676  | 703  | 727  |

| 2014 | 2019 | 2022 | - | - | - | - | - | - |
| ---- | ---- | ---- | - | - | - | - | - | - |
| 749  | 696  | 673  | - | - | - | - | - | - |

### Manifestations culturelles et festivités
- 14 juillet : retraite au flambeau.

### Sports
- Terrain de football, près de la salle des fêtes.
- Club d'équitation.

## Économie

### Revenus de la population et fiscalité
En 2018, le nombre de ménages fiscaux de la commune était de 273, représentant 683 personnes et la  médiane du revenu disponible par unité de consommation  de 22 890 euros.

### Emploi
En 2017 , le nombre total d’emplois dans la zone était de 38, occupant 337 actifs  résidants.
Le taux d'activité de la population (actifs ayant un emploi) âgée de 15 à 64 ans s'élevait à 71,7 % contre un taux de chômage de 7,3 %. 
Les 21,1 % d’inactifs se répartissent de la façon suivante : 7,9 % d’étudiants et stagiaires non rémunérés, 8,2 % de retraités ou préretraités et 5 % pour les autres inactifs.

### Secteurs d'activité

#### Entreprises et commerces
En 2019, le nombre d’unités légales et d’établissements (activités marchandes hors agriculture. ) par secteur d'activité était de 29 dont 1 dans l’industrie manufacturière, industries extractives et autres, 7 dans la construction, 6 dans le commerce de gros et de détail, transports, hébergement et restauration, 2 dans l’Information et communication, 1 dans les activités immobilières, 6 dans les activités spécialisées, scientifiques et techniques et activités de services administratifs et de soutien, et 6  étaient relatifs aux autres activités de services.
En 2020, 7 entreprises ont été créées sur le territoire de la commune, dont 5 individuelles.
Au 1er janvier 2021, la commune ne disposait pas d’hôtel et de terrain de camping.
- Petite Z.A. 4 500 m2 environ.

#### Agriculture
Vendrest est dans la petite région agricole dénommée l'« Orxois », à l'extrême nord-est du département et s'étendant sur les épartements de l'Aisne et de l'Oise. En 2010, l'orientation technico-économique de l'agriculture sur la commune est la culture de céréales et d'oléoprotéagineux (COP).
Si la productivité agricole de la Seine-et-Marne se situe dans le peloton de tête des départements français, le département enregistre un double phénomène de disparition des terres cultivables (près de 2 000 ha par an dans les années 1980, moins dans les années 2000) et de réduction d'environ 30 % du nombre d'agriculteurs dans les années 2010. Cette tendance se retrouve au niveau de la commune où le nombre d’exploitations est passé de 7 en 1988 à 5 en 2010. Parallèlement, la taille de ces exploitations augmente, passant de 143 ha en 1988 à 211 ha en 2010.
Le tableau ci-dessous présente les principales caractéristiques des exploitations agricoles de Vendrest, observées sur une période de 22 ans : 
|                                      | 1988 | 2000  | 2010  |
| ------------------------------------ | ---- | ----- | ----- |
| Dimension économique,                |      |       |       |
| Nombre d’exploitations (u)           | 7    | 5     | 5     |
| Travail (UTA)                        | 30   | 21    | 10    |
| Surface agricole utilisée (ha)       | 998  | 1 047 | 1 056 |
| Cultures                             |      |       |       |
| Terres labourables (ha)              | 911  | 976   | 1 034 |
| Céréales (ha)                        | 552  | 686   | 634   |
| dont blé tendre (ha)                 | 421  | 595   | s     |
| dont maïs-grain et maïs-semence (ha) | 84   | s     | 60    |
| Tournesol (ha)                       | s    |       |       |
| Colza et navette (ha)                | 48   | s     | 148   |
| Élevage                              |      |       |       |
| Cheptel (UGBTA)                      | 372  | 34    | 25    |

## Culture locale et patrimoine

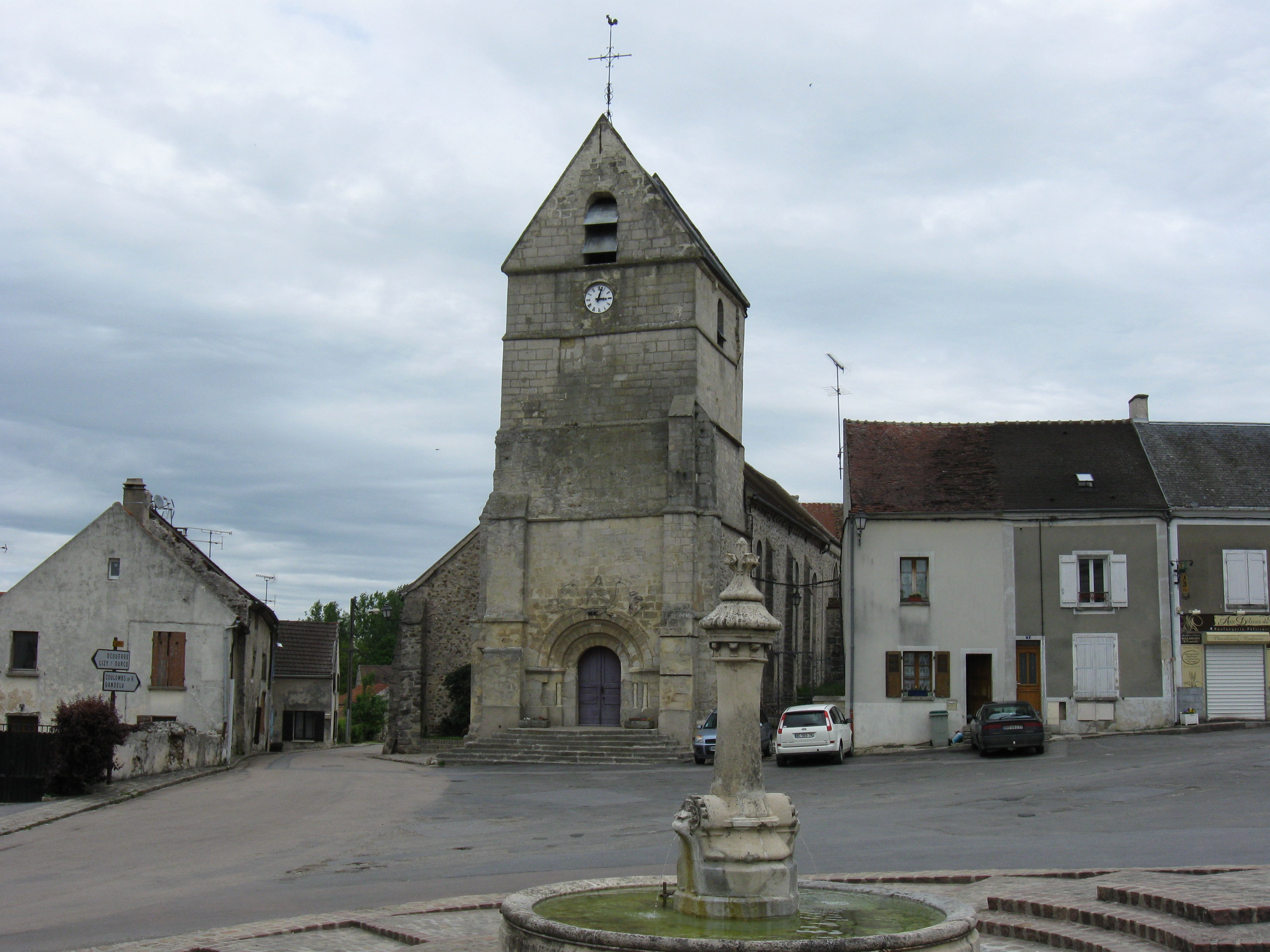
Fontaine et église.

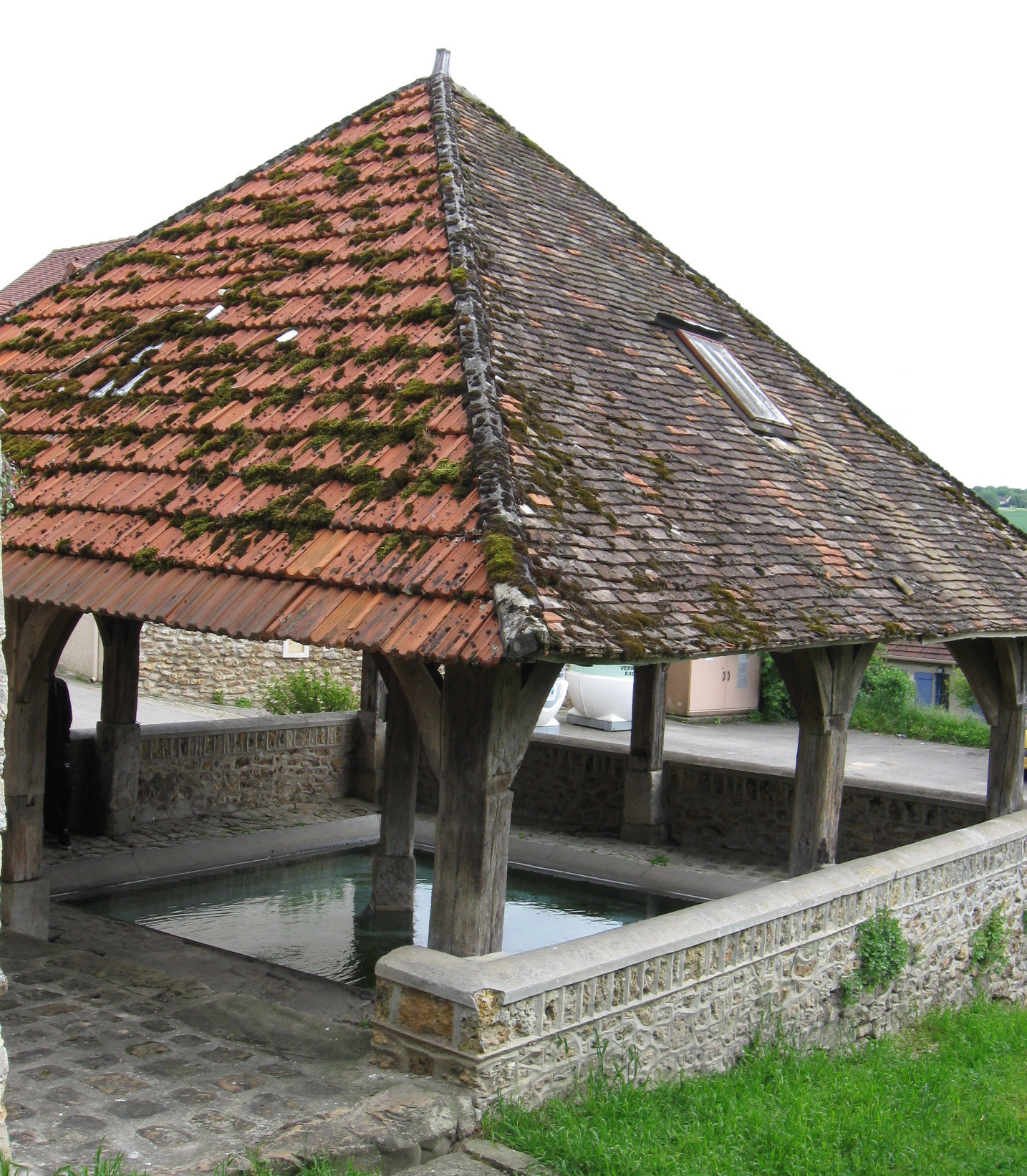
Lavoir de Chaton.

### Lieux et monuments
- Allée couverte du Bois de Belleville : sépulture mégalithique datée du Néolithique ;
- Église Saint-Julien-et-Saint-Jean-Baptiste et son clocher-porche carré (Xe siècle-XVIIIe siècle) ;
  - Dalle funéraire de Dame de Vendrest et de Fontaine Geoffroy (Pavage du chœur)[64] ;
  - Statue : Christ en croix  (nef, face à la chaire )[65] ;
  - Fonts baptismaux (Entrée de la nef )[66] ;
  - Autel, retable et statue de la Vierge à l'Enfant (Bas-côté nord )[67] ;
  - Chaire à prêcher et statue de saint Jean-Baptiste[68] ;
  - Autel (maître-autel), retable, relief : gloire, deux tableaux et statue : saint Julien[69] ;
- Place principale du village et sa fontaine ;
- Lavoirs de Chaton et Rademont.

## Personnalités liées à la commune
- Jacques Degats (1930-2015), athlète de sprint, y est né.